# Dispositiu de punta alar

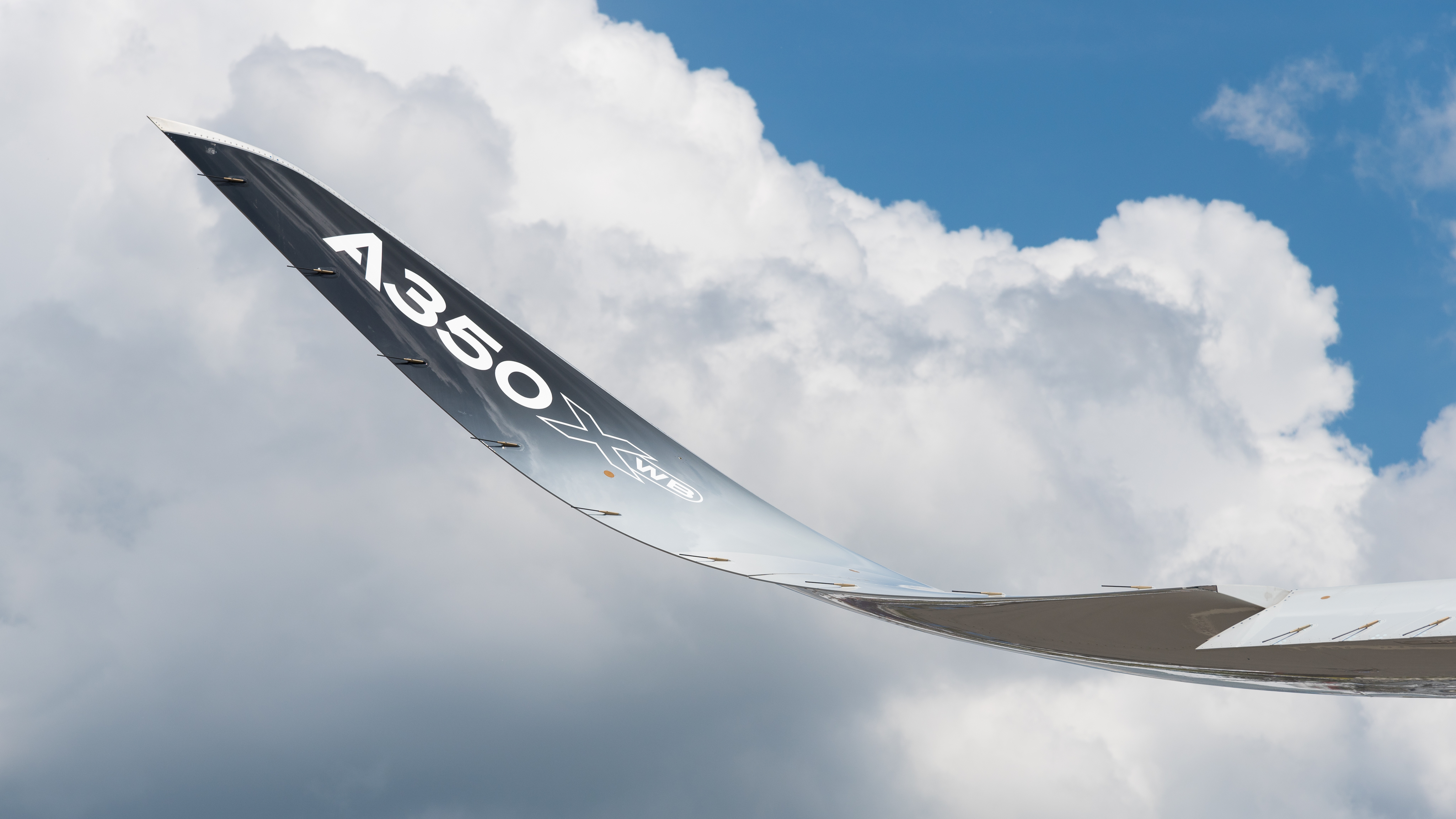
Punta alar d'un Airbus A350

Diagrama de vòrtexs de punta alar darrere d'una punta alar convencional (esquerra) i una aleta de punta alar integrada (dreta)

Els dispositius de punta alar són estructures dissenyades per millorar l'eficiència de les aeronaus d'ales fixes mitjançant la reducció de la resistència que generen. Tot i que hi ha diversos tipus de dispositius de punta alar, que funcionen de diferents maneres, el seu objectiu comú és reduir la resistència que genera una aeronau recuperant part de l'energia del vòrtex de punta alar. Els dispositius de punta alar també poden millorar la resposta de l'aeronau al pilotatge, així com la seguretat de les aeronaus que la segueixen. Aquests dispositius allarguen l'ala sense augmentar-ne l'envergadura en excés. Estendre l'envergadura d'una ala en redueix la resistència induïda, però també n'augmenta la resistència paràsita i requereix una ala més forta i pesant. Arriba un punt en el qual augmentar l'envergadura ja no ofereix més beneficis. L'envergadura màxima també pot ser determinada per consideracions operatives (p. ex., l'espai disponible a les portes dels aeroports).
Els dispositius de punta alar augmenten la sustentació que genera la punta alar (regulant el flux de l'aire per la part superior de l'aire a prop de la punta) i redueixen la resistència induïda que produeixen els vòrtexs de punta alar, amb el resultat que milloren el rendiment aerodinàmic. Això augmenta l'eficiència de combustible de les aeronaus amb motors i la velocitat dels planadors. En tots dos casos, l'abast de l'aeronau creix. Estudis de les Forces Aèries dels Estats Units indiquen que una determinada millora de l'eficiència de combustible té una correlació directa amb l'augment causal del rendiment aerodinàmic de l'aeronau.